# Moon Bin
Moon Bin (문빈?, Mun BinLR, Mun PinMR; Cheongju, 26 gennaio 1998 – Seul, 19 aprile 2023) è stato un cantante, ballerino, attore e modello sudcoreano.
È stato membro del gruppo musicale K-pop Astro dal 2016 al 2023, anno del suo decesso.

## Biografia

### Origini e carriera
Nato a Cheongju, era il fratello di Moon Sua, membro del gruppo femminile di K-pop Billlie. Sotto l'influenza della madre, nel 2004, ha debuttato come modello all'età di 6 anni. In seguito, ha anche partecipato al programma di formazione per apprendisti di K-pop Fantagio iTeen per 7 anni. Nel 2014, ha iniziato a frequentare la Hanlim Multi Art School, diplomandosi nel 2016. Il 23 gennaio 2015, Fantagio ha conferito a Moon l'appellativo di Re degli apprendisti, in quanto era stato il membro degli iTeen Boys che aveva trascorso il maggior tempo come apprendista. Ad agosto dello stesso anno, ha debuttato insieme ai compagni di iTeen nella webserie To Be Continued, dove hanno interpretato una versione romanzata di se stessi insieme a Kim Sae-ron, Seo Kang-joon e il gruppo Hello Venus.
Nel 2016, è diventato membro della boy band sudcoreana Astro, insieme a MJ, Jinjin, Cha Eun-woo, Rocky e Yoon San-ha. All'interno del gruppo, ricopriva il ruolo di ballerino, cantante, attore e occasionalmente rapper. A gennaio dello stesso anno, Moon è apparso insieme ai compagni come protagonista nel loro reality show Astro OK! Ready, trasmesso su MBC Every 1 alle 19:00 KST. Il gruppo ha anche fatto una comparsa nel programma di varietà The Golden Bell Challenge.
Il 12 novembre 2019, l'agenzia degli Astro, Fantagio Music, ha riferito attraverso un comunicato stampa che Moon avrebbe preso una pausa lavorativa a causa di problemi di salute. Nel 2020, è stato annunciato il suo debutto insieme a Yoon San-ha nella prima sub-unit degli Astro, con l'album In-Out e la sua canzone principale, Bad Idea. Il 24 aprile, si è unito al cast della webserie The Mermaid Prince, dove ha interpretato Woo Hyuk, fino alla conclusione della serie il 29 maggio. L'11 novembre, ha anche recitato nel prequel di The Mermaid Prince, The Mermaid Prince: The Beginning, riprendendo il ruolo di Choi Woo-hyuk.
In Switch On, l'ultimo mini album pubblicato dagli Astro nell'agosto 2021, Moon ha partecipato alla composizione di una delle canzoni, intitolata Footprint. Secondo quanto affermato da lui stesso, MJ gli ha dato la fiducia necessaria per scrivere la sua prima canzone.

### Morte
Il 19 aprile 2023, Moon Bin è stato trovato morto nella sua residenza di Gangnam-gu, a Seul; il suo manager ha rinvenuto il suo corpo dopo che non si era presentato alle prove. Il 20 aprile, la polizia di Gangnam ha riferito a CNN che "non è stato trovato alcun segno di omicidio in relazione a questo caso". Secondo una dichiarazione ufficiale rilasciata da Fantagio il 21 aprile, Moon Bin sarebbe stato sepolto il 22 aprile 2023. La polizia dichiara inoltre che non si esclude un suicidio, ma potrebbe essere stato un attacco di cuore. Le indagini sono ancora in corso dopo mesi, dato che si ha difficoltà a trovare la causa. Il corteo funebre e il luogo di sepoltura sono stati mantenuti privati su richiesta della famiglia. La notizia ha scosso fortemente i membri della band e ha portato numerosi artisti a disdire eventi per assistere al funerale di Moon Bin.

## Discografia

### Da solista
- 2022 – Let's Go Ride
- 2023 – Desire (이끌려)

### Collaborazioni
- 2018 – Language Test (con Ji Su-yeon)

### Crediti come autore
Crediti adattati dal database della Korea Music Copyright Association, se non diversamente specificato.
- 2017  – You and Me (Thanks Aroha) (in Winter Dream)
- 2018  – By Your Side (너의 뒤에서) (in Rise Up)
- 2018  – Merry-Go-Round (Christmas Edition)
- 2019  – Merry-Go-Round (in All Light)
- 2021  – Footprint (발자국) (in Switch On)
- 2022  – Candy Sugar Pop (in Drive to the Starry Road)
- 2023  – Madness (in Incense)
- 2023  – Desire (이끌려) (in Incense)

## Filmografia

### Televisione
- Boys Over Flowers (꽃보다 남자?) – serie TV (2009)
- Forever Young (오늘도 청춘?) – serie TV (2014)
- To Be Continued (투 비 컨티뉴드?) – webserie (2015)
- Persevere, Goo Hae Ra (칠전팔기, 구해라?) – serie TV (2015)
- My Romantic Some Recipe (마이로맨 썸 레시피?) – webserie (2016)
- Idol Fever (아이돌 권한대행?) – serie TV (2017)
- Sweet Revenge (복수노트?) – webserie (2017)
- Moment of Eighteen (열여덟의 순간?) – serie TV (2019)
- Soul Plate (소울플레이트?) – webserie (2019)
- The Mermaid Prince (인어왕자?) – webserie (2020)
- The Mermaid Prince: The Beginning (인어왕자: 더 비기닝?) – webserie (2020)
- No Going Back Romance (노빠꾸 로맨스?) – webserie (2021)
- Find Me If You Can (숨은그놈찾기?) – webserie (2021)

## Riconoscimenti
- APAN Music Awards
  - 2020 – Candidatura per il Miglior Intrattenitore dell'Anno – Maschile
- Brand of the Year Awards
  - 2020 – Candidatura per il Miglior Attore Maschile Idol dell'Anno per The Mermaid Prince
- Seoul Webfest Film Festival
  - 2022 – Candidatura per il Miglior Attore Non Protagonista per Find Me If You Can